# Sông Cơ Long
Sông Cơ Long (基隆河, 'Cơ Long hà') là một dòng sông tại miền bắc Đài Loan. Đây là một trong các chi lưu chính của sông Đạm Thủy và có khởi nguồn từ khu vực đồi núi phía tây-tây bắc của vùng Tinh Đồng thuộc khu Bình Khê, Tân Bắc. Sông Cơ Long có chiều dài 86,4 km. Tuy nhiên, nếu tính theo các phụ lưu dài nhất, sông có chiều dài 96 km với diện tích lưu vực là 493 km². Sông Cơ Long đi qua địa bàn của thành phố Cơ Long, Tân Bắc và Đài Bắc trước khi nhập vào dòng Đạm Thủy rồi đổ ra eo biển Đài Loan. Do các hoạt động công nghiệp nặng trước đây, hiện sông Cơ Long vẫn còn bị ô nhiễm.